# Aeranthes angustidens
Aeranthes angustidens är en orkidéart som beskrevs av Joseph Marie Henry Alfred Perrier de la Bâthie. Aeranthes angustidens ingår i släktet Aeranthes och familjen orkidéer. Inga underarter finns listade i Catalogue of Life.